# 아비디우스 씨족
아비디우스 씨족 (gens Avidia)은 고대 로마의 씨족 중 하나로 제정 초기 때 번성했었다. 씨족 출신 일부는 서기 1세기 말과 2세기 동안 두각을 드러냈다.

## 분가와 코그노미나
아비디우스 씨족에게는 1세기 말에 들어 두 가지 분가가 등장하게 되었다. 이들은 '침착' 또는 '평화로운'을 뜻하는 '퀴에투스' 그리고 '검은'을 뜻하는 '니게르'의 지칭어 '니그리누스'라는 별칭을 갖고 태어난 두 형제들에서 분파된 이들이었다.

## 인물
- 티투스 아비디우스 퀴에투스 - 소 플리니우스의 친우이자 동시대 인물로, 서기 96년 푸블리우스 케르투스의 고발 당시에 플리니우스가 그를 옹호하기도 했다.[4]
- 티투스 아비디우스 퀴에투스 - 서기 111년의 보좌 집정관.[5]
- 가이우스 아비디우스 니그리누스 - 도미티아누스 시기 프로콘술이자, 대 퀴에투스의 형제이다. 플루타르코스는 이들 형제에게 '형제애'를 다루는 논문을 헌정하기도 했다.[2][6]
- 가이우스 아비디우스 C. f. 니그리누스 - 서기 110년의 보좌 집정관으로, 하드리아누스 즉위 이후 죽임에 처해진 네 명의 원로원 의원 중 한 명이었다.[7][8]
- 바디이아 C. f. C. n. - 니그리누스의 딸로, 하드리아누스의 후계자인 루키우스 아일리우스와 혼인하였으며, 그 사이에서 태어난 아들 루키우스 베루스는 안토니누스 피우스에게 입적되어 서기 161년부터 169년까지 마르쿠스 아우렐리우스와 함께 황제로 재위.
- 가이우스 아비디우스 헬리오도루스 - 수사학자로, 시리아 출신이며 하드리아누스의 개인 수행 비서이자 친우가 되었다. 그는 이집트의 프라이펙투스로 임명된 바 있다.[9][10]
- 가이우스 아비디우스 C. f. 카시우스 - 헬리오도루스의 아들로, 마르쿠스 아우렐리우스 시기 성공적인 군사령관이었으며, 서기 175년에는 황제에게 반란을 일으켰다.[9]
- 아비디우스 마이키아누스 - 아비디우스 카시우스의 아들로, 그의 아버지가 반란을 일으킨 동안 알렉산드리아의 지휘를 맡았었다. 그는 병사들에 의해 살해당하고 만다.[11]

## 같이 보기
- 로마의 겐스 목록